# Kauhava
Kauhava es una ciudad finlandesa, situada en la región de Ostrobotnia del Sur. Tiene 17 311 habitantes y un área de 1 328,37 km², de los cuales 14,63 km² es agua. La ciudad se fundó en 1867.
En el asentamiento de Alahärmä está situado PowerPark, un parque de atracciones.
- Datos: Q6009
- Multimedia: Kauhava / Q6009